# David Mateos
David Mateos Ramajo (Madrid, 22 aprile 1987) è un calciatore spagnolo, difensore del Dingnan Ganlian.

## Caratteristiche tecniche
È un difensore centrale che si distingue per la sua forza fisica e per la sua classe.
Può essere schierato anche a centrocampo.
È stato associato come caratteristiche a Fernando Hierro.

## Carriera

### Club

#### Esordi
David Maetos entra nelle giovanili del Real Madrid il 1º agosto 1999. In precedenza aveva giocato nel Villarrosa, una squadra del distretto madrileno di Hortaleza.
Gli allenatori che lo videro durante gli allenamenti lo promossero subito nella categoria Infantil B. e dopo una stagione passò alla Infantil A.
Nella stagione 2001-2002 fu ceduto in prestito al Santa Ana e una volta tornato al Real Madrid giocò con la Juvenil C e la Juvenil A, prima di passare al Real Madrid C nel 2006.
In questa stagione riceve la sua prima convocazione in prima squadra, in occasione di un incontro di Coppa del Re giocato contro l'Écija. Nel 2007, sotto la guida di Juan Carlos Mandiá, gioca la sua prima stagione con il Real Madrid Castilla, in Segunda División B. Colleziona 11 ammonizioni, un'espulsione e un gol in 34 partite. Nella stagione successiva Julen Lopetegui prende il posto di Mandiá e Mateos continua a giocare con regolarità, scendendo in campo 30 volte e ricevendo nove ammonizioni e tre espulsioni. Nella stagione 2009-2010, in cui viene schierato da titolare per 32 volte e in un'occasione subentra dalla panchina. In 33 presenze colleziona nove ammonizioni, un'espulsioni e un gol.

#### L'arrivo in prima squadra
Essendo stato impressionato positivamente da Mateos nel precampionato della prima squadra, l'allenatore José Mourinho, decide di promuoverlo definitivamente in prima squadra. Così, grazie al portoghese, Mateos firma il suo contratto da professionista con i Blancos negli ultimi giorni del calciomercato. Tuttavia nella stagione 2010-2011 non viene utilizzato spesso. Il 23 novembre 2010 esordisce nella partita del girone G di Champions League giocata all'Amsterdam ArenA contro l'Ajax, entrando in campo all'82' al posto di Lassana Diarra. Il 6 gennaio 2011, contro il Levante in Coppa del Re (Competizione poi vinta dal Real Madrid), colleziona la sua seconda e ultima presenza, venendo schierato da titolare come terzino destro. Al 69' sostituito dal centrocampista Juan Francisco Moreno Fuertes, poco dopo il gol del vantaggio segnato dal Levante.

#### AEK
Nella sessione invernale di calciomercato viene ceduto in prestito fino a giugno all'AEK Atene, squadra della Super League greca.
Nella capitale greca trova in squadra alcuni connazionali: l'allenatore Manuel Jiménez Jiménez e il centrocampista Miguel Marcos Madera. Debutta con la nuova maglia il 5 febbraio, in occasione della 21ª giornata di campionato. L'AEK perde in casa per 2-1 contro l'Aris Salonicco e Mateos gioca da titolare. In totale in campionato colleziona 7 presenze e non segna nessun gol. In Coppa di Grecia esordisce il 2 marzo contro il PAOK in occasione della semifinale d'andata terminata a reti inviolate.
Scende in campo anche il 16 marzo, nella partita di ritorno giocata a Salonicco e grazie a una vittoria per 1-0 l'AEK raggiunge la finale.
La finale si gioca allo Stadio Olimpico di Atene, il 30 aprile contro l'Atromitos. Mateos non scende in campo e l'AEK Atene vincendo per 3-0 si aggiudica il trofeo. Il difensore spagnolo gioca anche tre partite nei Play-off per conquistare la qualificazione al terzo turno dei preliminari di UEFA Champions League 2011-2012. Entra nel finale contro PAOK e Olympiakos Volos e gioca da titolare contro il Panathīnaïkos. Tuttavia l'AEK non riesce a qualificarsi. A fine stagione Mateos torna al Real Madrid. Ha dichiarato che l'esperienza in Grecia gli è servita per migliorare come calciatore e come persona.

#### Real Saragozza
L'11 luglio 2011 passa in prestito al Real Saragozza, in Primera División, insieme al compagno di squadra del Real Madrid Juan Carlos Pérez López. Il prestito dura un anno e con il club aragonese viene fissato un diritto di riscatto di 2.5 milioni di euro.. Il Real Madrid potrà esercitare un'opzione di riacquisto del giocatore. Il contratto inoltre proibisce a Mateos di giocare le due partite stagionali contro il Real Madrid.
Esordisce l'11 settembre, giocando da titolare la partita di Madrid contro il Rayo Vallecano, terminata a reti inviolate.

#### Il ritorno al Castiglia e il passaggio al Ferencváros
La stagione seguente, dopo la fine del prestito al Real Saragozza, rientra al RM Castilla divenendo uno dei punti fermi della squadra e collezionando 31 presenze segnando anche un gol. Nell'estate del 2013 firma un contratto con gli ungheresi del Ferencváros, andando a giocare nella massima serie ungherese.

#### Orlando City
Il 30 luglio 2015 viene ceduto all'Orlando City.

### Nazionale
Nel 2005 gioca 4 incontri segnando un gol con l'Under-17 spagnola, dal 2007 al 2008 è nel giro della nazionale Under-19, dove viene impiegato 4 volte.

## Palmarès

### Club

#### Competizioni nazionali
- Coppa di Grecia: 1

AEK Atene: 2010-2011